# 필론

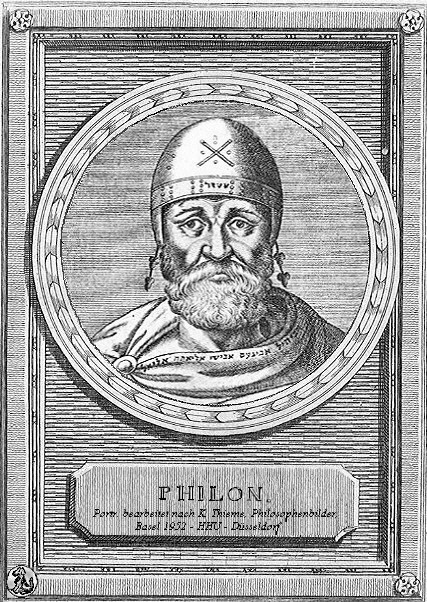
필론

필론(그리스어: Φίλων ὁ Ἀλεξανδρεύς) 혹은 필로(라틴어: Philo Judaeus)는 고대 알렉산드리아의 유대인 철학자이다. 당시 알렉산드리아의 유대인 사회의 지도자이며, 《구약성서》의 창세기를 그리스 철학, 특히 플라톤의 이데아 사상을 사용하여 알레고리 해석을 최초로 시도한 학자이다. 이 방법은 오리겐에게 알레고리 성경해석을 만들게 했다. 필론의 사상은 알렉산드리아 학파와 클레멘트와 같은  알렉산드리아 교리학교의 신학자들에게 큰 영향을 주었다.

## 생애
그는 기원전 30년경에 태어나 기원후 45년까지 알렉산드리아에 살았던 것으로 추정되는데, 그는 그리스어를 훌륭하게 구사했지만 히브리어를 말하지는 못했던 것으로 보인다. 그는 경건한 유대인이었고 유대율법을 준수하는 사람이었다.

## 사상
그는 그리스 철학과 유대신앙을 결합하는 시도를 행하였는데, 예를 들어 그의 <창세기> 해석은 플라톤의 《티마이오스》에 전개되어 있는 데미우르고스(造物神)와 이데아의 관계를 교묘히 엮어 넣으면서 전체가 신에 의해 창조된 혼의 타죄(墮罪)-정화(淨化)의 과정으로 파악되고 있다. 또 그에 의해 《구약성서》의 신의 초월성은 주로 플라톤의 이데아론에 의해서 비로소 이론적으로 뒷받침되어 체계화되었다. 또한 그는 저서 중에 유대인의 종교상 절대적 정당성을 그리스 철학자의 주장을 많이 인용하면서 증명하려 하고 있으며, 그런 의미에서 당시의 사상을 알기 위해 그의 저서는 자료로서도 가치가 높다. 그의 사상은 신플라톤 주의나 기독교 교부(敎父) 및 근세의 스피노자 철학 등에 커다란 영향을 끼쳤다. <천지 창조에 관하여> <비유적(比喩的) 해석> <특수율법에 관하여> 등 주로 《구약성서》의 모세 5경(五經)이라고 하는 부분을 대상으로 하는 방대한 저작이다.

## 같이 보기
- 에밀 쉬러